# Steinwerk (Münden)

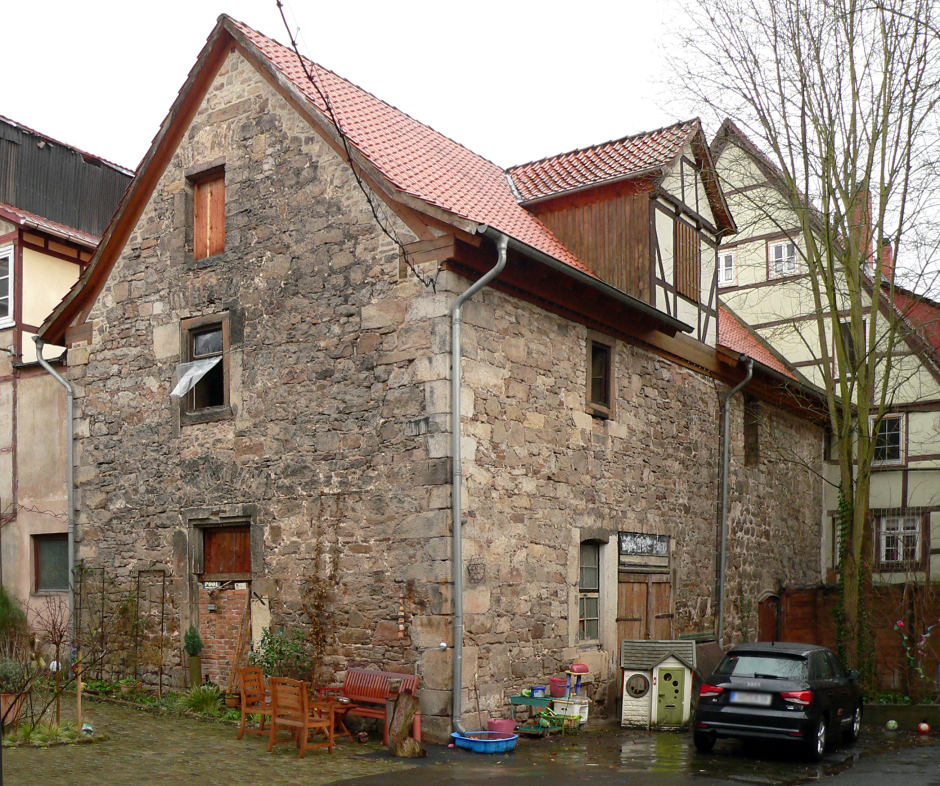
Gesamtaufnahme des Steinwerks

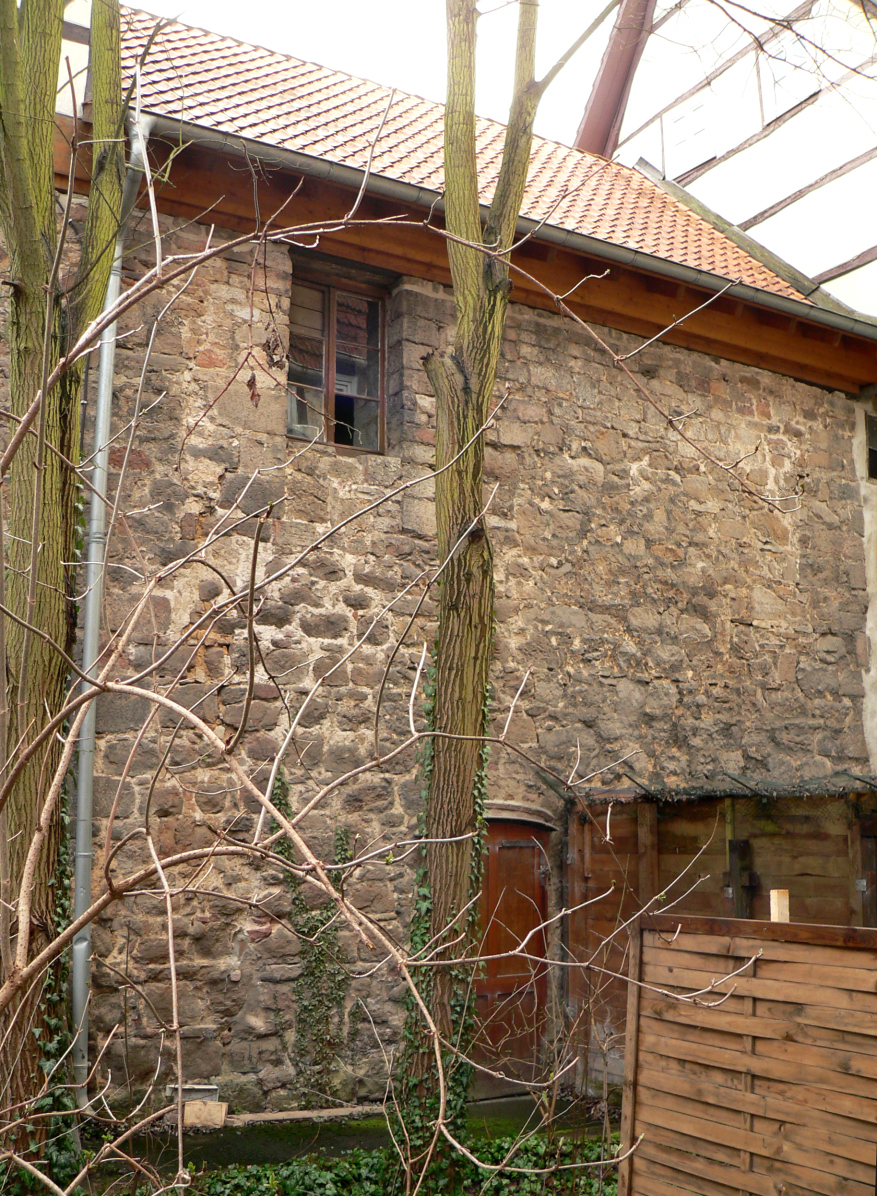
Der hintere und ältere Teil des Steinwerks

Das Steinwerk Münden ist eine mittelalterliche Kemenate im Altstadtkern von Hann. Münden in Südniedersachsen. Das Steinwerk wurde in der ersten  Hälfte des 13. Jahrhunderts als Profanbau im städtischen Bereich errichtet. Es gehört zu den ältesten erhaltenen Gebäuden des Ortes und ist ein Baudenkmal.

## Beschreibung
Das Steinwerk steht in einem umbauten Innenhof des Straßenvierecks, das die Lange Straße, die Marktstraße, die Sydekumstraße und die Straße Vor der Burg bilden. Es grenzt als Hinterhaus an die Rückseite eines in Fachwerkbauweise errichteten Vorderhauses der Langen Straße. Ursprünglich bestanden zwischen beiden Gebäuden in jeder Etage Verbindungstüren, die zugemauert worden sind. Daher ist anzunehmen, dass sich das Steinwerk und das Vorderhaus eine Bauparzelle teilten.
Erbaut wurde das Steinwerk in Bruchsteinmauerwerk. Es weist zwei Geschosse auf und ist 17 Meter lang sowie 8 Meter breit. Das Gebäude im romanischen Stil entstand in zwei Bauphasen. Zunächst wurde in der ersten  Hälfte des 13. Jahrhunderts ein quadratischer Kernbau von acht Meter Kantenlänge mit einer Wandstärke von 1,3 Meter errichtet. Daran schließt sich bündig ein im 15. Jahrhundert erstellter Erweiterungsbau mit 1,1 Meter starken Wänden an. Beide Bauteile sind mit einem Tonnengewölbe unterkellert.
Das Steinwerk wurde im Laufe der Zeit mehrfach umgebaut, was zu Veränderungen des Raumgefüges, der Fassade, der Fenster- sowie der Türöffnungen führte. An der östlichen Innenwand des Ursprungsbaus hat sich im Erdgeschoss eine Fensteröffnung erhalten, die von außen nicht sichtbar ist. Darin befindet sich ein Zwillingsfenster mit Kleeblattbögen und einer Mittelsäule. Es wird anhand des Kelchkapitells mit langstieligen Blättern und den abgeplatteten Wurstprofilen der Säulenbasis in das erste Drittel des 13. Jahrhunderts datiert. Nach denkmalpflegerischer Einschätzung handelt es sich um eine bemerkenswerte in situ erhaltene Bauplastik. An einer anderen Fassadenstelle wird ein gleichartiges Fenster vermutet, dass später zu einer heute vorhandenen Türöffnung umgebaut wurde.
Das Steinwerk diente lange als Lagergebäude. In den 1960er Jahren war es zum Abriss freigegeben, der nur unter Hinweis auf die historische Fensteröffnung unterblieb.